# عشق آسمان زمین
عشق آسمان زمین (به ترکی استانبولی: Yer Gök Aşk) مجموعۀ تلویزیونی در ژانر درام ساخت ترکیه است که توسط Avşar Film تولید و بین سال‌های ۲۰۱۰ تا ۲۰۱۳ از شبکه فاکس پخش شد. در این سریال که پخش آن از ۹ اوت ۲۰۱۰ آغاز شد، بوراک حقی، ملیسا آصلی پاموک و تووانا ترکای در آن حضور دارند. رابطه عاشقانه بازیگران پیشین این مجموعه، بیرجه آکالای و مراد اونالمیش که از سر صحنه سریال شروع شده بود، با ازدواج به پایان رسید. این زوج پس از مدتی تصمیم به جدایی گرفتند اما بعداً آشتی کردند. فصل دوم مجموعه تلویزیونیسلن سویدر بازیگر نقش اول زن فصل بیستم برای دومین بار در تاریخ سریال های ترکی با شخصیت خود در سریال Yer Gök Aşk به سریال دیگری از همین کمپانی سازنده یعنی عمر گل لاله منتقل شد. مراد اونالمیش بازیگر نقش اول سریال 3. او در طول فصل سریال را ترک کرد و دوباره در سریال بابالار و سونلاتلاری نقش اول را بازی کرد. به همین ترتیب، همسر سابق او بیرجه آکالای پس از بازی در چند قسمت از سریال، سریال را ترک کرد. در طول فصل سوم، بازیگران جدید و شخصیت‌های جدید به سریال آمدند. دو نفر از آنها ملیسا آصلی پاموک و بوراک حقی هستند. این سریال متشکل از ۳ فصل در صد و بیست و دومین قسمت خود در ۲۷ می ۲۰۱۳ منتشر شد. با یک قسمت پایانی به پایان رسید.

## خلاصه داستان
موضوع سریال 1 است. این فصل در اورگوپ، در عمارت Hancıoğlu اتفاق می افتد. داستان درباره عشق دو خواهر، هاوا و توپراک به یوسف هانجی اوغلو، ثروتمندترین مرد منطقه و دسیسه های هاوا است که می خواهد او را به‌دست آورد. با توجه به جدایی هایی که در سریال وجود دارد، تغییرات مداومی در فیلمنامه ایجاد شده است. 2. این فصل در مورد ازدواج توپراک با شخصیت Çinar در سریال تلویزیونی Lale Devri و رفتن به استانبول و نبرد Havva با Bade ( Tuvana Türkay )، زن دیگری عاشق یوسف است. 3. با مرگ شخصیت یوسف در فصل، داستان سریال با شخصیت های جدید دوباره تغییر کرد.

## بازیگران و شخصیت‌ها
| بازیگر                  | شخصیت                |
| ----------------------- | -------------------- |
| مراد اونالمیش           | یوسف هانجی‌اوغلو      |
| بیرجه آکالای            | حوا کاراگل           |
| Işıl Yücesoy            | Hamiyet Hancıoğlu    |
| Ayşegül Günay           | سلطان یشیلیورت       |
| Kanbolat Görkem Arslan  | مهمت هانجی‌اوغلو      |
| تووانا ترکای            | Bade Palalı          |
| بوراک حقی               | علی عمر نارلی        |
| ملیسا آصلی پاموک        | سودا نارلی           |
| İpek Erdem              | منور هانجی‌اوغلو      |
| Uğur Aslan              | جنید                 |
| Yeliz Başlangıç         |                      |
| Yılmaz Calayır          | Yiğit                |
| Tuğra Kaftancıoğlu      | Uygar                |
| Özlem Ulukan            | سلما                 |
| Aslı İçözü              | Hala                 |
| Pervin Ünalp            | صبریه                |
| Hasan Talha Gökdemir    |                      |
| Nihal Özyel             |                      |
| Cansın Özyosun          | پلین                 |
| Mehmet Erdem Demirbilek |                      |
| Gamze Demirbilek        |                      |
| Sami Nalçacı            |                      |
| Korhan Soydan           | ممتاز                |
| جیدا آتش                | بطول                 |
| Erman Okay              | ییلماز هانجی‌اوغلو    |
| Levent Yılmaz           | حسن هانجی‌اوغلو       |
| Remzi Evren             | رشید                 |
| Sevinç Gediktaş         | Sezer Palalı         |
| Şahin Ergüney           | Celal Palalı         |
| Tolga Sala              | Yiğit Yeşilyurt      |
| Firdevs Vüdül           | پینار                |
| Erhan Duran             | مراد                 |
| سلن سویدر               | توپراک کاراگل ایلگاز |
| تولگاهان ساییشمان       | چنار ایلگاز          |
| سرنای ساریکایا          | یشیم ایلگاز          |
| Kıvanç Kılınç           | Sıtkı Engin          |
| Emir Benderlioğlu       | ییلماز هانجی‌اوغلو    |
| Selma Kutluğ            | شرف کاراگول          |
| Ulvi Alacakaptan        | رمزی کاراگل          |

## برنامه پخش
| فصل   | روز و ساعت پخش       | پخش اصلی        | پخش اصلی           | تعداد قسمت‌های پخش‌شده | قسمت‌ها | سال انتشار | شبکه تلویزیونی |
| فصل   | روز و ساعت پخش       | شروع فصل        | پایان فصل          | تعداد قسمت‌های پخش‌شده | قسمت‌ها | سال انتشار | شبکه تلویزیونی |
| ----- | -------------------- | --------------- | ------------------ | -------------------- | ------ | ---------- | -------------- |
| فصل ۱ | دوشنبه ۲۰.۳۰         | ۹ اوت ۲۰۱۰      | ۱۳ ژوئن ۲۰۱۱       | ۴۳                   | ۱-۴۳   | ۲۰۱۰-۲۰۱۱  | فاکس           |
| فصل ۲ | دوشنبه ۲۱:۳۰ / ۲۰:۳۰ | ۱۵ اوت ۲۰۱۱     | ۱۸ ژوئن ۲۰۱۲       | ۴۲                   | ۴۴-۸۵  | ۲۰۱۱-۲۰۱۲  | فاکس           |
| فصل ۳ | دوشنبه ۲۰.۴۵         | ۱۰ سپتامبر ۲۰۱۲ | ۲۷ مه ۲۰۱۳ (پایان) | ۳۷                   | ۸۶-۱۲۲ | ۲۰۱۲-۲۰۱۳  | فاکس           |

## توضیحات
1. ↑  این مجموعهٔ تلویزیونی با عنوان عشق آسمان زمین در شبکه ترکیه پخش شد و در ایران با عنوان شمیم عشق از شبکه جم تی‌وی پخش می‌شد. در پخش بین‌المللی این مجموعه با عنوان Love is in the Air منتشر شد.

## پیوندها به بیرون
- Yer Gök Aşk در FOX TV بایگانی‌شده  در ۲۰۲۱-۰۵-۱۵ توسط Wayback Machine   </link>
- عشق آسمان زمین در توییتر